# Boomerang (Francia)
Boomerang è un canale televisivo tematico francese per bambini del gruppo Warner Bros. Discovery France. È la versione francese dell'omonima omonima versione statunitense.

## Storia
Concepito inizialmente come blocco nel 2002, l'anno seguente la Turner Broadcasting System decise di creare un canale Boomerang in Francia, specificatamente dedicato alla trasmissione dei classici cartoni di Hanna-Barbera, Metro-Goldwyn-Mayer e Warner Bros., come Braccio di Ferro, I pronipoti, La Pantera Rosa, che poi scomparvero da Cartoon Network per assestarsi su questo nuovo canale.
Il canale è nato mercoledì 23 aprile 2003 sulla piattaforma streaming TPS.
In seguito alla fusione di TPS con Canalsat, il canale approda su quest'ultima piattaforma.
Il 23 febbraio 2010, viene lanciato il canale timeshift di Boomerang, ovvero Boomerang +1.
Nel settembre 2013, i due canali passano al formato panoramico 16:9.
All'inizio di dicembre 2014, Boomerang annuncia un cambio di identità visiva attuato poi il 3 gennaio 2015, utilizzando il logo introdotto qualche mese prima sull'omonimo canale latinoamericano.
Il 12 gennaio 2023, a causa del mancato accordo tra il gruppo Canal+ e Warner Bros. Discovery France, il canale ha abbandonato l'offerta Canal+, salvo poi tornare l'11 giugno 2024. Nel novembre dello stesso anno, Boomerang sbarca nei canali francofoni africani sempre grazie a Canal+.

## Loghi

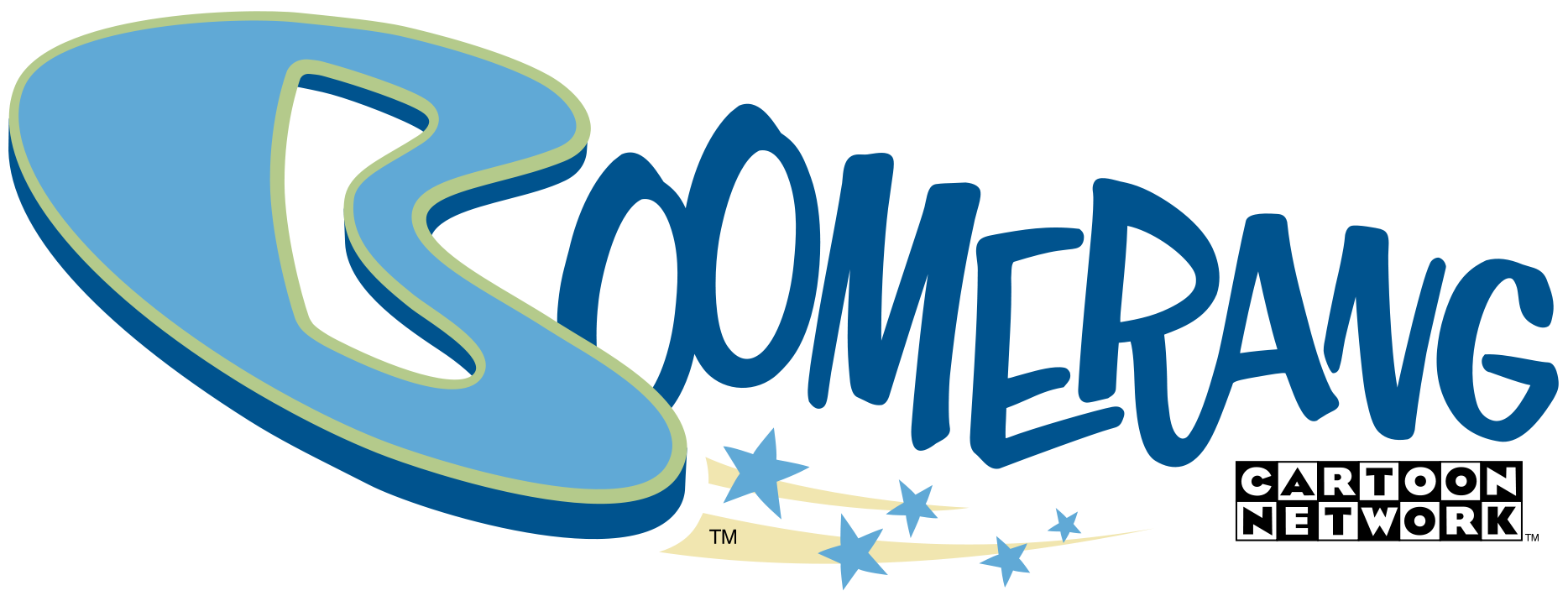
23 aprile 2003 - 24 aprile 2005
24 aprile 2005 - 2012
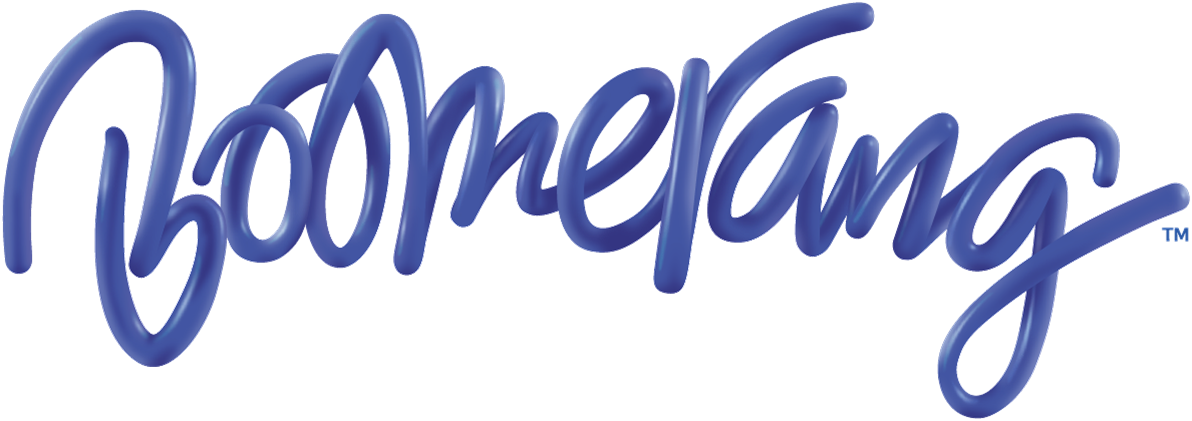
2012 - 3 gennaio 2015
In uso dal 3 gennaio 2015